# Magyar népmesék
Magyar népmesék (wörtlich ungarische Volksmärchen) ist eine ungarische Zeichentrickserie, die über 30 Jahre lang in Kecskemét produziert wurde. In jeder der 100 Folgen wird ein anderes Volksmärchen erzählt. Im Oktober 2020 bekam die Zeichentrickserie die staatliche Auszeichnung Hungarikum und wurde somit in die Sammlung besonderer kultureller Werte Ungarns aufgenommen.

## Hintergrund und Produktion
Laut Ferenc Mikulás, dem Produzenten der Serie, entstand die Serie unter dem Einfluss der Folk-Bewegung in den 1970er Jahren. Mikulás leitete seit 1971 die neue Zweigstelle von Pannonia in Kecskemét und wurde damit beauftragt, eine neue Kinderserie zu entwickeln. Er arbeitete dafür mit dem angesehenen Animator Marcell Jankovics zusammen, der die von der lokalen Volkskunst inspirierte Bildsprache der Folgen erdachte.
Die erzählten Märchen stammen aus den Sammlungen des ethnografischen Forschungsinstituts der Ungarischen Akademie der Wissenschaften, da Mikulás die literarischen Bearbeitungen und Kunstmärchen nicht gefielen. In den ersten Produktionsjahren wurden die Geschichten von verschiedenen Märchenerzählern und Schauspielern eingesprochen, später war dann nur noch vom Schauspieler Gyula Szabó. Die Musik für die Serie spielte das Folkmusikensemble Kaláka ein.
Die Serie entstand in acht Staffeln, überwiegend in Kecskemét. Das dortige Animationsstudio Kecskemétfilm wurde in den 1990er Jahren von Pannonia unabhängig und produzierte die Serie ab 1995 weiter. Neben Jancovics waren Mária Horváth und Lajos Nagy am häufigsten mit der Regie der Folgen betraut. Im Laufe der Zeit und je nach der Herkunft des Märchens variiert auch die Gestaltung der einzelnen Folgen.

## Ausstrahlung und Verbreitung
Die Serie entstand immer im Auftrag des ungarischen Fernsehens. Dort lief sie ab 1977 unter anderem im Rahmen von TV Maci, einer Gutenachtsendung ähnlich der Sendung Unser Sandmännchen. Schon seit 1979 wurden auch Sendelizenzen ins Ausland verkauft, vor allem in andere europäische Länder, aber auch nach Asien.
Seit 2008 wurde die Serie außerdem in Gänze auf der Webvideoplattform Youtube veröffentlicht, auch in einer komplett neuen, englischen Synchronfassung unter dem Titel Hungarian Folk Tales. Bis Anfang 2020 wurden die Folgen dort über 100 Millionen Mal abgerufen.

## Cigánymesék
Seit 2014 entwickelt Mária Horváth, die lange an Magyar népmesék mitgearbeitet hatte, die Animationsserie Cigánymesék. Produzent ist auch hier Ferenc Mikulás. Mit einem ähnlichen Ansatz wie Magyar népmesék werden in der Serie die Kunstmärchen der Roma-Autorin und Künstlerin Magda Szécsi verarbeitet.